# جائزة ساكلر
يمكن لجائزة ساكلر أن تكون أيا من ثلاثة جوائز أنشئت من قبل الزوجين ريموند وبيفيرلي ساكلر.

## جائزة ساكلر في العلوم الفيزيائية
تمنح جامعة تل أبيب سنويا جائزة ريموند وبيفيرلي ساكلر الدولية في العلوم الفيزيائية في مجالي الكيمياء والفيزياء للعلماء صغار السن الذين ساهموا بإنجازات مميزة في مجالهم، وهي جائزة قدرها أربعون ألف دولار أمريكي ($40,000).
هنالك حد عمري للمترشحين للجائزة. تمنح الترشيحات من قبل أربعة محموعات: أولا، كليات الفيزياء، الكيمياء وعلم الفلم من معاهد التعليم العالي حول العالم. ثانيا، رؤساء الجامعات، نائب الرئيس وعمداء الكليات في معاهد التعليم العالي حول العالم. ثالثا، رؤساء المختبرات من حول العالم. رابعا، الحاصلين على جائزة ساكلر سابقا.
تم رفع سقف العمر للجائزة منذ عام 2008 ليصبح 45 عاما، وأصبحت الجائزة النقدية خمسون ألف دولارا ($50,000).

### الفائزون
المصدر: الكيمياء - جامعة تل أبيب، قسم الكيمياء. الفيزيائ - جامعة تل أبيب، قسم الفيزياء نسخة محفوظة 16 أكتوبر 2017 على موقع واي باك مشين..
- جائزة عام 2000 في الفيزياء (فيزياء الطاقة العالية النظرية): ميخائيل ر. دوغلاس من جامعة روتجرز وخوان مارتين من معهد الدراسات المتقدمة لعملهم المتعلق بـ «ما بعد مجموعة أفكار 1975 المعروفة بالنموذج القياسي ضمن إطار نظرية الأوتار ونظرية-إم».[3]
- جائزة عام 2001 في الكيمياء (الكيمياء الفيزيائية للمواد المتقدمة): مونغي باوندي (معهد ماساتشوستس للتكنولوجيا) وجيمس ر. جوستين (جامعة كاليفورنيا، لوس أنجلوس) لإسهاماتهم البارزة لاكتشاف وتطوير الدراسات التطبيقية لمواد المقياس النانوي.[3]
- جائزة عام 2002 في الفيزياء (فيزياء المواد المهندسة): لو كوفينهوفين (جامعة دلفت للتكنولوجيا) «لفهم الحالاء الالكترونية وانتقال الشحنة في الأنظمة تحت مايكرونية» ولأولريش ستاينر (جامعة كامبريدج) «لاكتشافاتهم التطويرية في تحليل والتحكم في الهيكل». [3]
- جائزة عام 2003 في الكيمياء (المواد ذات الهيكل النانوي المتقدمة): تشاد مريكن (جامعة نورث وسترن (إلينوي)) وشياوليانج سني شيه (جامعة هارفرد) «لإسهاماتهم البارزة في اكتشاف، تصميم، نسج ووصف المواد ذات الهيكل النانوي، شاملين بذلك الجزيئات المايكروية المعقدة والجزيئات المفردة ذات الأهمية الحيوية». [3]
- جائزة عام 2004 في الفيزياء (علم الفلك الرصدي أو النظري والفيزياء الفلكية): أندريا غيز (جامعة كاليفورنيا، لوس أنجلوس) «لملاحظاتها الرائدة في مجال الأشعة تحت العمراء عالية الوضوح التي وفرت أدلة، وأوجدت الكتلة لثقب أسود عملاق في منتصف المجرة.» وآدم ريس (معهد مراصد علوم الفضاء) «لإسهاماته في الدراسة الرصدية لمستعرات الأعظمية البعيدة من نوع LA التي تكشف عن التوسع المتسارع للكون والوجود المحتمل للطاقة المظلمة». [3]
- جائزة عام 2005 في الكيمياء (الكيمياء النظرية): كريستوف ديلايو (جامعة فيينا)، كريستوفر جارزينسكي (مختبر لوس ألاموس الوطني)، وديفيد رايشمان (جامعة كولومبيا) «لتطويراتهم الجديدة كليا في مجال الميكانيكا الإحصائية وإسهاماتهم البارزة في مجال ديناميكا المواد المتكثفة المضطربة» [3]
- جائزة عام 2006 في الفيزياء: يوري كوتشجوف (جامعة ولاية أوهايو) «لعمله على ديناميكا لونية كمية على طاقات عالية جدا وكثافات غلوون» ولتوامس جلاسماخر (جامعة ولاية متشيغان) «لتصوير طرق حساسة جديدة لدراسة الهياكل النووية مستخدما إثارة كولوم والأشعة السرعية من النظائر النادرة».
- جائزة عام 2007 في الكيمياء: كريستوفر كامنجز (معهد ماساتشوستس للتكنولوجيا) وجون هارتفيج (جامعة إلنوي، أوربانا-شامباين).
- جائزة عام 2008 في الفيزياء (فيزياء ما بعد النموذج القياسي في عصر مصادم الهايدروجين الكبير): نيما أركاني حامد (معهد الدراسات المتقدمة، برنستون) «لإسهاماته النبيلة، العميقة وكبيرة التأثير في النماذج الجديدة في الفيزياء ما تتخطي النموضج القياسي على مستوى طاقة TeV، خاضة أفكار الأبعاد الإضافية الكبيرة والتسلسل الهرمي الكبير لقوة القوى الأساسية الطبيعية، ما يضمن الجاذبية، بناء نماذج التماثل الفائق، نظريات أوزان النويترينو ونماذج الثوابت الكونية».
- جائزة عام 2009 في الكيمياء (التوليف الكليف للمنتجات الطبيعية النشطة بيوليجيا): فيل إس. باران (معهد سكريبس للأبحاث، قسم الكيمياء، لا يويا) «لمساهمته الأساسية من خلال سلسلة من التوليفات الحديثة التي أوضحت أفضليات تكوين روابط الCC الحديثة المؤكسدة من ناحية الكفاءة، العملية، التحكم الفراغي واقتصاد الأكسدة»، ماثيو د. شاير (جامعة هارفارد) «لمساهمته الأساسية في توليفة المنتجات الطبيعية المعقدة من خلال سلسلسة تفاعل متتالي جديدة لتسريع تحقيق التعقيد الجزيئي» ولبراين م. شتولتز (معهد كاليفورنيا للتيكنولوجيا، باسادينا) «لإسهاماته الأساسية عن طريق تطوير طرق انتقائية للأكسدة وتحفيز تكوين الروابط».
- جائزة عام 2010 في الفيزياء (نانو-فونيتكس ونانو-بلازمونيكس): مارك ل. برونجيرسما (مختبر جيبيل للمواد المتقدمة، جامعة ستانفورد) «لتجاربه المميزة وأبحاثه النظرية في الانو-فونيتكس والنانو-بلازمونيكس، خصيصا على انبعاث الضوب من الهياكل النانوية التي تدعم بلازمونوس متخللة الأسطح» وستيفان أ. ماير (جامعة لندن الامبرياليه) «لبحثه النظرية والتجربي المميز في النانو-بلازمونيكس ونانو-فونيتكس، خصيصا في بلازمونوس-فونيتكس متخللة الأسطح على طول سلسلة من جزيئات النانو لمعدن ما».
- جائزة عام 2011 في الكيمياء (ديناميكا الجزيئات للتفاعلات الكيميائية): غيورغي د. شولز (جامعة تورونتو) «لإسهاماته المميزة في مجال التحليل الطيفي فائق السرعة» ومارتن ت. زاني (جامعة ويسكانسون-ماديسون) «لإسهاماته المميزة في مجال التحليل الطيفي فائق السرعة».
- جائزة عام 2012 في الفيزياء (دراسة للكواكب الخارجية): دايفد شاربونيو (جامعة هارفارد) «لإكتشافاته الجديدة كليا، ما يضمن أول استشعار لكوكاب خارجية مشعة والملاحظات الطيفية لغلافهم الجوي» وسارا سيجر (معهد ماستشوسس للتيكنولوجيا) «لدراساتها النظرية العبقرية، ما يضمن تحلليل الأغلفة الجوية والبنية الداخلية لكواكب خارجية».
- جائزة عام 2013 في الكيمياء (توظيف روابط الكربون-هيدروجين في التوليف العضوي): ميلاني س. سانفورد (جامعة ميتشيغان، آن آربور) وجن-كوان يو (معهد سكربس للأبحات، لا يويا) «لإسهاماتهم المهمة في تحفيز توظيف روابط الكربون والهيدروجين».
- جائزة عام 2014 في الفيزياء (الأطوار الطوبولجية في المواد المتكتثفة): ب. اندري بيرنيفيش (جامعة برينستون) «لإسهاماته النظرية باتجاه أول بناء لعازل طوبولوجي ثنائي الأبعاد»، ليانج فو (معهد ماساتشوستس للتكنولوجيا) «لإسهاماته في تعميم مفهموم العوازل الطوبولوجية من بعدين إلى ثلاثة أبعاد» وشيو-ليانج شي (جامعة ستانفورد) «لإسهاماته في توقع الشذوذ الكمي» هال«في العوازل الطوبولوجية المغناطيسية».
- جائزة عام 2016 في الكيمياء (الرنين المغناطيسي): جون مورتن (مركز لندن لتيكنولوجيا النانو) "لإسهاماتهم المميزية والتخيلية في تطبيقات تخزين ومعالجة الرنين المغناطيسي كمعلومات كمية"، لجويدو بينتاكودا (معهد العلوم التحليلية (مركز إن مي آر عالي المجال)) "لتطويراته المنهجية والأنيقة في التحليل الطيفي للإن مي آر للحالة الصلبة" ول شارالامبوس بابس كالوديموس (جامعة ميناسوتا) "لوصفه المفصل لديناميكا، وظيفة، وهيكل عدد من الأنظمة الحيوية المهمة والصعبة من خلال حل التحليل الطيفي للإن مي آر.
- جائزة عام 2017 في الفيزياء الحيوية (فيزياء الميزوسكوب للظواهر الخلوية): توماس نوليس (جامعة كامبريدج) «لتوضيح المبادئ الفيزيائية لتكوين الأملويد بتطبيقاته المهمة في الطب والأحياء».
- جائزة عام 2018 في الفيزياء (نظرية حقل الكم): زوهار كومارجودسكي (معهد فايتزمانن، إسرائيل) وبيدرو فييرا (معهد بيمييتر، كاندا) «لعملهم المميز في التحقيق في QFT في الأنظمة غير المضطربة».
- جائزة عام 2019 في الكيمياء: كريستوفر تشانغ (حانعة كاليفورنيا، بيركيلي)، جاسون تشين (جامعة كامريدج) وماثيو ديزني (معهد سكربس للأبحات، فلوريدا).

## جائزة ساكلر في الفيزياء الحيوية
جائزة ريموند وبيفرلي ساكلر الدولية في الفيزياء الحيوة تهدف إلى تشجيع التكريس والإلتفات للعلم، الإبتكار، والتمييز عن طريق تكريم العلماء الفائقين. تمنح الجائزة من قبل جامعة تل أبيب.
المصدر: الفيزياء الحيوية - جامعة تل أبيب، قسم الفيزياء الحيوية.
- 2006: هارفي مكمان (مختبر إم أر سي للأحياء الجزيئية، كامبريدج) ولبول سيلفن (جامعة إلنوي).
- 2007: كلير واترمان-ستورر (معهد سكربس للأبحات، قسم أحياء الخلية، لا جويا، كاليفورنيا) وفرانك يوليشر (معهد ماكس بلانكس لفيزياء الأنظمة المعقدة، دريسدن، ألمانيا).
- 2008: دايفيد بيكر (جامعة واشنطون)، مارتين جرويبيل (جامعة إلنوي) وجوناثون وايزمان (جامعة كاليفورنيا، سان فرانسيسكو).
- 2010: جيرارد هامر (المتحف الوطني للصحة، بيثيسدا) ويغونغ شي (كلية علوم الحياة، جامعة تسينغوا، بيكين).
- 2011: ستيفين آر كويك (جامعة ستانفورد) وشياووى زوانج (جامعة هارفارد).

## جائزة ساكلر في تأليف الموسيقى
توجد أيضا جائزة ريمون وبيفيرل ساكلر في تأليف الموسيقى، والهدف منها هو توفير الدعم المادي لإبتكار أعمال موسيقية جديدة، التي يشرف عليها من قبل كلية الفنون الجميلة في جامعة كينيتيكت. بدأ منح الجائزة في 2002، حيث توفر الجائزة مميزات عديدة للفائزين كالأداءات العامة، فرصة تسجيل المقطوعات، وجائزة مادية قدرها $25,000. فاز ديفد دزوبي بالجائزة في عام 2015.